# Cratere Bourke-White
Bourke-White  è un cratere sulla superficie di Venere. Deve il suo nome a Margaret Bourke-White, fotografa statunitense.